# Unieck

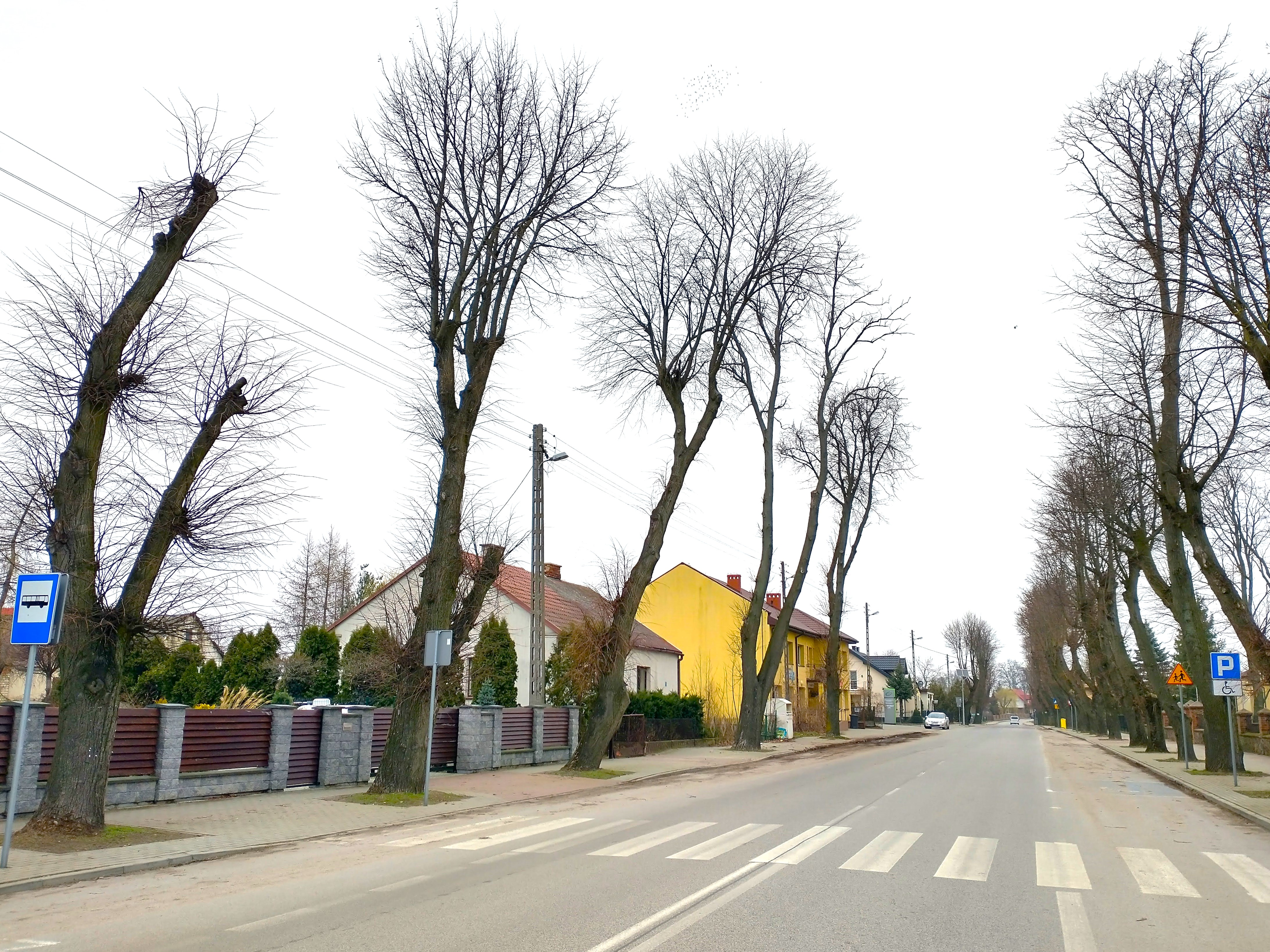
Centrum wsi

Unieck – wieś sołecka w Polsce położona w województwie mazowieckim, w powiecie płońskim, w gminie Raciąż.
| SIMC    | Nazwa          | Rodzaj    |
| ------- | -------------- | --------- |
| 0124009 | Kolonia Unieck | część wsi |
| 0124015 | Rachocin       | część wsi |

Miejscowość jest siedzibą rzymskokatolickiej parafii św. Jakuba w dekanacie raciążskim, diecezji płockiej.
Do 1954 roku siedziba wiejskiej gminy Gutkowo. W latach 1975–1998 miejscowość administracyjnie należała do województwa ciechanowskiego. 1 stycznia 2003 roku częściami wsi Unieck stały się ówczesna kolonia Kolonia Unieck i ówczesny przysiółek Rachocin.

## Historia
W dniu 28 stycznia 1863 r. miała w Uniecku miejsce, przegrana przez Polaków, potyczka Powstania Styczniowego.
Przed II wojną światową majątek ziemski w Uniecku (180 ha ziemi) należał do Tadeusza Dramińskiego. Kościół oraz szkoła zostały zbudowane również przed wojną przez ojca Tadeusza, Leopolda Józefa Dramińskiego (zm. 1939 r.). Majątek w 1939 r. wpadł w ręce Niemców. W 1945 r. Tadeusz Dramiński wraca do Uniecka z zamiarem odzyskania majątku, ale musi uciekać przed UB. Majątek zostaje rozparcelowany pomiędzy mieszkańców a rodzina Dramińskich przeprowadza się do Łodzi. Do dzisiaj w Uniecku mieści się grobowiec rodziny Dramińskich, między innymi z grobem sędziego z Mławy (Czesława Dramińskiego) z inskrypcją "Zasiekany szablami przez bolszewików w 1920 r.", inskrypcja ta przetrwała cały okres komunizmu.